# Округ Вејн (Мисури)
Округ Вејн (енгл. Wayne County) је округ у америчкој савезној држави Мисури.

## Демографија
По попису из 2010. године број становника је 13.521, што је 262 (2,0%) становника више него 2000. године.
| Група             | 2000.          | 2010.          |
| Белци             | 12.899 (97,3%) | 13.053 (96,5%) |
| Афроамериканци    | 22 (0,2%)      | 38 (0,3%)      |
| Азијати           | 15 (0,1%)      | 32 (0,2%)      |
| Хиспаноамериканци | 65 (0,5%)      | 140 (1,0%)     |
| Укупно            | 13.259         | 13.521         |